# تشارلز بيشوب
تشارلز بيشوب (19 أغسطس 1879 - 27 أكتوبر 1943) (بالإنجليزية: Charles Bishop)‏ هو لاعب كريكت بريطاني وبريطاني (وحمل سابقاً جنسية المملكة المتحدة لبريطانيا العظمى وأيرلندا).